# Erle Stanley Gardner
Erle Stanley Gardner, född 17 juli 1889 i Malden, Massachusetts, död 11 mars 1970 i Temecula, Kalifornien, var en amerikansk författare, mest hågkommen för sina åttiotvå romaner och tre långnoveller om advokaten Perry Mason. Gardner skrev också nio böcker om distriktsåklagaren Doug Selby samt trettio böcker om privatdeckarna Bertha Cool och  Donald Lam under pseudonymen A. A. Fair. Därutöver skrev Gardner ett stort antal deckarnoveller, tretton naturböcker, många artiklar och kortromaner.
Gardner var vid en tidpunkt världens mest läste författare (såväl som en av de mest produktiva). När Gardner var som mest populär såldes hans böcker i genomsnitt 26 000 exemplar per dag. Numera är det dock nästan bara hans skapelse, försvarsadvokaten Perry Mason, som har överlevt. Mason började som en rätt slätstruken men råbarkad advokat, men utvecklades så småningom till den figur vi känner idag: den intelligente försvarare som alltid lyckas få den verklige skyldige att erkänna inför rätta, och som alltid besegrar motståndaren, ofta åklagaren Hamilton Burger.
I verkliga livet var Gardner också advokat. När han skrivit så mycket att han kunde försörja sin familj, startade han 1948 en organisation som försökte fria oskyldigt dömda och förbättra rättssystemet, The Court of Last Resort (som också blev en TV-serie i 26 avsnitt 1957-1958), vilken i flera fall lyckades förhindra justitiemord. Boken som publicerades 1952 under samma namn renderade Gardner hans enda Edgar i kategorin bästa sanna kriminalbok.
Med början 1989 återkom Perry Mason i två romaner skrivna av Thomas Chastain, The Case of Too Many Murders och The Case of the Burning Bequest 1990.
När TV-serien om Perry Mason startade 1957, bildade Gardner ett eget produktionsbolag som hade kontroll över seriens utformning och Gardner godkände personligen alla manus. Det var också Gardner som valde ut Raymond Burr till att spela titelrollen. I det allra sista TV-avsnittet 1966 övertalades Gardner att spela domaren i rättegångsscenen. Senare, långt efter Gardners död, återkom dock Perry Mason i en ny TV-serie 1985, fortfarande spelad av Burr.
2020 sände HBO den första säsongen av en nyproducerad miniserie om Perry Mason, nu med Matthew Rhys i huvudrollen. Seriens handling hade dock föga med Gardners förlaga att göra. Det var i stort sett bara huvudrollen och figurerna Della Street och Paul Drake som gick att känna igen bara till namnen. Exempelvis är Perry Mason privatdetektiv och Paul Drake spelas av en afroamerikan. En andra säsong är beställt av HBO.

### Perry Mason-böcker

#### Romaner
- 1 The Case of the Velvet Claws (1933)
  - Fallet med den anklagade advokaten (översättning Håkan Andersson och Lennart Guldbrandsson, Deckarhyllan, 2015)
- 2 The Case of the Sulky Girl (1933)
  - Fallet med den mördade miljonären (översättning Håkan Andersson, Deckarhyllan, 2018)
- 3 The Case of the Lucky Legs (1934)
  - Fallet med den falska filmagenten (översättning Håkan Andersson, Deckarhyllan, 2021)
- 4 The Case of the Howling Dog (1934)
  - Fallet Cartwright: mysteriet med den tjutande hunden (översättning Edvin Björk, Åhlén & söner, 1936)
- 5 The Case of the Curious Bride (1934)
  - Fallet Crocker (översättning Edvin Björk, Åhlén & söner, 1936). utg. Sörlin, 1941, med titeln Fallet Crocker: mysteriet med den levande döda
- 6 The Case of the Counterfeit Eye (1935)
  - Fallet Brunold: mysteriet med det konstgjorda ögat (översättning Edvin Björk, Åhlén & söner, 1937)
- 7 The Case of the Caretaker's Cat (1935)
  - Fallet Laxter (översättning Edvin Björk, Åhlén & söner, 1937). Ny utg. Sörlin, 1941, med titeln Fallet Laxter: mysteriet med angorakatten
- 8 The Case of the Sleepwalker's Niece (1936)
  - Fallet Kent (Sömngångarmysteriet) (översättning Edvin Björk, Sörlin, 1941)
- 9 The Case of the Stuttering Bishop (1936)
  - Mysteriet med den stammande biskopen (översättning N. Edward Werner, Forum, 1947)
- 10 The Case of the Dangerous Dowager (1937)
  - Mysteriet med den flytande spelhålan (översättning Lisbeth och Louis Renner, Forum, 1948)
- 11 The Case of the Lame Canary (1937)
- 12 The Case of the Substitute Face 1938)
  - Mysteriet med det utbytta ansiktet (översättning Lisbeth och Louis Renner, Forum, 1949)
- 13 The Case of the Shoplifter's Shoe (1938)
  - Mysteriet med kleptomanens sko (översättning Rolf Wiesler, Bonnier, 1941)
- 14 The Case of the Perjured Parrot (1939)
  - Mysteriet med papegojan (översättning Hans Sköld, Forum, 1947)
- 15 The Case of the Rolling Bones (1939)
  - De falska tärningarna (översättning Lars Hansson, Bonnier, 1959)
- 16 The Case of the Baited Hook (1940)
  - Mysteriet med den maskerade damen (översättning Torsten Blomkvist, Bonnier, 1954)
- 17 The Case of the Silent Partner (1940)
- 18 The Case of the Haunted Husband (1941)
- 19 The Case of the Empty Tin (1941)
- 20 The Case of the Drowning Duck (1942)
- 21 The Case of the Careless Kitten (1942)
- 22 The Case of the Buried Clock (1943)
- 23 The Case of the Drowsy Mosquito (1943)
- 24 The Case of the Crooked Candle (1944)
- 25 The Case of the Black-Eyed Blonde (1944)
  - Blondin med blått öga (översättning Harry Bökstedt, 1954)
- 26 The Case of the Golddigger's Purse (1944)
  - Den kidnappade guldfisken (översättning Olle Moberg, Rabén & Sjögren, 1966)
- 27 The Case of the Half-wakened Wife (1945)
  - Den halvsovande hustrun (översättning Gull Brunius, Rabén & Sjögren, 1966)
- 28 The Case of the Borrowed Brunette (1946)
  - Brydsam brunett (översättning Olof Hoffsten, Rabén & Sjögren, 1966)
- 29 The Case of the Fandancer's Horse (1947)
  - Lånta fjädrar (översättning Josef Almqvist, B. Wahlström, 1952)
- 30 The Case of the Lazy Lover (1947)
  - Den late älskaren (översättning Claes Gripenberg, Rabén & Sjögren, 1966)
- 31 The Case of the Lonely Heiress (1948)
- 32 The Case of the Vagabond Virgin (1948)
- 33 The Case of the Dubious Bridegroom (1949)
  - Smekmånad med döden (översättning Josef Almqvist, B. Wahlström, 1951)
- 34 The Case of the Cautious Coquette (1949)
  - Den försiktiga blondinen (översättning Josef Almqvist, B. Wahlström, 1950)
- 35 The Case of the Negligent Nymph (1950)
  - Den nonchalanta nymfen (översättning Olof Hoffsten, Rabén & Sjögren, 1966)
- 36 The Case of the One-Eyed Witness (1950)
  - Det enögda vittnet (översättning Gerd Löfqvist, 1955)
- 37 The Case of the Fiery Fingers (1951)
- 38 The Case of the Angry Mourner (1951)
- 39 The Case of the Moth-Eatened Mink (1952)
- 40 The Case of the Grinning Gorilla (1952)
  - Den grinande gorillan (översättning Allan Grandin, 1954)
- 41 The Case of the Hesitant Hostess (1953)
- 42 The Case of the Green-Eyed Sister (1953)
  - De djupfrysta bevisen (översättning Gerd Löfqvist, 1955)
- 43 The Case of the Fugitive Nurse (1954)
- 44 The Case of the Runaway Corpse (1954)
- 45 The Case of the Restless Redhead (1954)
- 46 The Case of the Glamorous Ghost (1955)
- 47 The Case of the Sunbather's Diary (1955)
  - Fallet med den solbadande blondinen (översättning Sven Bergström, Bonnier, 1959)
- 48 The Case of the Nervous Accomplice (1955)
- 49 The Case of the Terrified Typist (1956)
  - Fallet med den vettskrämda vikarien (översättning Sven Bergström, Bonnier, 1957)
- 50 The Case of the Demure Defendant (1956)
  - Fallet med den pryda patienten (översättning Sven Bergström, Bonnier, 1957)
- 51 The Case of the Gilded Lily (1956)
- 52 The Case of the Lucky Loser (1957)
  - Fallet med den berusade bilisten (översättning Sven Bergström, Bonnier, 1958)
- 53 The Case of the Screaming Woman (1957)
  - Fallet med den skrikande kvinnan (översättning Sven Bergström, Bonnier, 1958)
- 54 The Case of the Daring Decoy (1957)
- 55 The Case of the Long-legged Models (1958)
- 56 The Case of the Footloose Doll (1958)
- 57 The Case of the Calendar Girl (1958)
  - Fallet med den slagfärdiga omslagsflickan (översättning Sven Bergström, Bonnier, 1960)
- 58 The Case of the Deadly Toy (1959)
  - Fallet med den farliga leksaken (översättning Sven Bergström, Bonnier, 1960)
- 59 The Case of the Mythical Monkeys (1959)
- 60 The Case of the Singing Skirt (1959)
  - Perry Mason och fallet med den sjungande cigarrettflickan (översättning Sven Bergström, Bonnier, 1962)
- 61 The Case of the Waylaid Wolf (1960)
- 62 The Case of the Duplicate Daughter (1960)
- 63 The Case of the Shapely Shadow (1960)
  - Perry Mason och fallet med den välskapta skuggan (översättning Sven Bergström, Bonnier, 1961)
- 64 The Case of the Spurious Spinster (1961)
  - Perry Mason och fallet med den tvivelaktiga tanten (översättning Mons Mossner, Bonnier, 1962)
- 65 The Case of the Bigamous Spouse (1961)
- 66 The Case of the Reluctant Model (1962)
  - Perry Mason och fallet med den motsträviga modellen (översättning Mons Mossner, Bonnier, 1963)
- 67 The Case of the Blonde Bonanza (1962)
  - Perry Mason och fallet med den blonda bomben (okänd översättare, Bonnier, 1964)
- 68 The Case of the Ice-Cold Hands (1962)
- 69 The Case of the Mischevious Doll (1963)
  - Perry Mason och fallet med den vilda arvtagerskan (okänd översättare, Bonnier, 1965)
- 70 The Case of the Stepdaughter's Secret (1963)
- 71 The Case of the Amorous Aunt (1963)
  - Perry Mason och fallet med den förälskade fastern (okänd översättare, Bonnier, 1965)
- 72 The Case of the Daring Divorcee (1964)
- 73 The Case of the Phantom Fortune (1964)
- 74 The Case of the Horrified Heirs (1964)
- 75 The Case of the Troubled Trustee (1965)
- 76 The Case of the Beautiful Beggar (1965)
- 77 The Case of the Worried Waitress (1966)
- 78 The Case of the Queenly Contestant (1967)
- 79 The Case of the Careless Cupid (1968)
- 80 The Case of the Fabulous Fake (1969)
- 81 The Case of the Fenced-in Woman (1972)
- 82 The Case of the Post Poned Murder (1973)

#### Novellsamlingar
- 83 The Case of the Crimson Kiss and other stories (1971) innehåller novellerna:
  -     - The Case of the Crimson Kiss (1948) (Perry Mason)
    - Fingers of Fong (1933) (huvudperson Dick Sprague)
    - The Valley of Little Fears (1930) (huvudpersoner Bob Zane och Whispering Sands)
    - Crooked Lightning (1928) (om en diamanthandlare och dennes partner)
    - At Arm's Length (1939) (huvudperson Jerry Marr)
- 84 The Case of the Crying Swallow and other stories (1971) innehåller novellerna:
  -     - The Case of the Crying Swallow (1947) (Perry Mason)
    - The Case of the Painted Lady (Perry Mason)
    - The Case of the Drowning Duck (Perry Mason)
    - The Case of the Glass Eye (Perry Mason)
    - "The Case of the Sleeping Doll (Perry Mason)
- 85 The Case of the Irate Witness and other stories (1972) 
  - Fallet med det tudelade huset (översättning Ingmar Forsström, Bra böcker, 1974) innehåller novellerna:
    - The Case of the the Irate Witness (1953) (Perry Mason)
    - The Jeweled Butterfly (1952) (huvudpersonen heter Peggy Castle)
    - Something Like A Pelican (1942) (huvudpersonen heter Leith)
    - A Man Is Missing (1946) (huvudpersonen heter Bill Catlin)

### Distriktsåklagare Doug Selby
- The D.A. Calls It Murder (1937)
  - Distriktsåklagaren och gåtan med den mördade prästen (översättning Christina Strandberg, Tiden, 1962)
- The D.A. Holds A Candle (1938)
- The D.A. Draws A Circle (1939)
- The D.A. Goes To Trial (1940)
- The D.A. Cooks A Goose (1942)
- The D.A. Calls A Turn (1944)
  - Distriktsåklagaren tar hem spelet (översättning Lisa och Gösta Högelin, Tiden, 1962)
- The D.A. Breaks A Seal (1946)
- The D.A. Takes A Chance (1949)
- The D.A. Breaks An Egg (1949)
  - Distriktsåklagaren krossar ett ägg (översättning Torsten Colleen, Tiden, 1960)

### Terry Clane
- Murder Up My Sleeve (1935)
- The Case Of The Backward Mule (1946)

### Gramps Wiggins
- The Case of The Turning Tide (1941)
  - Tidvattensmysteriet (översättning Einar Thermænius, Bonnier, 1943)
- The Case of The Smoking Chimney (1943)

### Bill Eldon
- The Runaway Blonde/The Hungry Horse (även utgiven som Two Clues) (1947)

### Rob Trenton
- The Case Of The Musical Cow (1950)

### Paul Pry
- The Adventures Of Paul Pry (1980) (noveller)

### Sidney Zoom
- The Casebook of Sidney Zoom (2006) (noveller)

### The Patent Leather Kid
- The Exploits of the Patent Leather Kid (2010) (noveller)

### Bob Crowder
- Behind the Mask (2013) (noveller)

### Lester Leith
- Hot Cash and Cold Clews: The Adventures of Lester Leith (2020) (noveller)

### Övriga novellsamlingar
- The Case of the Murderer's Bride and Other Stories (1969)

### Donald Lam och Bertha Cool (under pseudonymen A.A. Fair)
- The Bigger They Come (1939)
  - Högt spel (översättning Josef G. Jonsson, 1947)
- Turn On The Heat (1940)
  - Hett om öronen (översättning Josef G. Jonsson, Fahlcrantz & Gumælius, 1948) (även utgiven som En viss mr Smith)
- Gold Comes In Bricks (1940)
  - Guld och jiujitsu (översättning Josef G. Jonsson, Fahlcrantz & Gumælius, 1948)
- Spill The Jackpot (1941)
  - En dam försvinner (översättning Josef G. Jonsson, Fahlcrantz & Gumælius, 1949)
- Double Or Quits (1941)
- Samarbete med polisen (översättning Josef G. Jonsson, Fahlcrantz & Gumælius, 1949)
- Owls Don't Blink (1941)
  - Ugglor blundar inte (översättning Josef G. Jonsson, Fahlcrantz & Gumælius, 1950)
- Bats Fly At Dusk (1942)
  - Fladdermöss flyger i skymningen (översättning Elsie och Håkan Tollet, Fahlcrantz & Gumælius, 1951)
- Cats Prowl At Night (1943)
- Give 'em The Ax (1944)
  - Ung dam söker vittne (översättning Nils Fredricson, Tomas förlag, 1953)
- Crows Can't Count (1946) 
  - Kråkor kan inte räkna (översättning Nils Fredricson, Tomas förlag, 1954)
- Fools Die On Friday (1947)
  - Dårar dör på fredag (översättning Nils Fredricson, Tomas förlag, 1956)
- Bedrooms Have Windows (1949)
  - Tredje skottet (översättning Nils Fredricson, Tomas förlag, 1957)
- Top Of The Heap (1952))
  - Massor av pengar (översättning Nils Fredricson, Tomas förlag, 1958)
- Some Women Won't Wait (1953)
  - Mord i Honolulu (översättning Nils Fredricson, Tomas förlag, 1959)
- Beware The Curves (1956)
  - Kurvor är farliga (översättning Tor Bränn, Tomas förlag, 1959)
- You Can Die Laughing (1957) 
  - En doft av mord (översättning Nils Fredricson, Tomas förlag, 1962)
- Some Slips Don't Show (1957)
  - Ingenting att dölja (översättning Rolf Sundin, Wennerberg, 1965)
- The Count Of Nine (1958)
  - Den objudne (översättning Gabriel Setterborg, Wennerberg, 1966)
- Pass The Gravy (1959)
  - Förvillande lik (översättare Christer Ellsén, Wennerberg, 1966)
- Kept Women Can't Quit (1960)
  - Köpt kvinna såld (översättning Crister Ellsén, Wennerberg, 1965)
- Bachelors Get Lonely (1961)
  - Ungkarl i riskzonen (översättning Crister Ellsén, Wennerberg, 1965)
- Shill's Can't Count Chips (1961)
- Try Anything Once (1962)
- Fish Or Cut Bait (1963)
  - Fånga fula fiskar (Översättning Christer Ellsén, Wennerbergs 1965)
- Up For Grabs (1964)
  - Pengar att hämta, (översättning Rolf Sundin, Wennerbergs 1965)
- Cut Thin To Win (1965)
- Widows Wear Weeds (1966)
- Traps Need Fresh Bait (1967)
- All Grass Isn't Green (1970)
- The Knife Slipped (2016) (ej tidigare publicerad, skriven 1939 med avsikt att bli den andra i serien om Donald Lam och Bertha Cool)

Ej identifierade svenska översättningar (noveller snarare än romaner)
- Sabotör in i döden (Romanförlaget, Detektivmagasinet 1949:7)
- Nakendansöserna (Romanförlaget, Detektivmagasinet 1950:12)
- Mutskandalen (Romanförlaget, Detektivmagasinet 1951:6)
- Polisen tappar spåret (Romanförlaget, Detektivmagasinet 1952:2)
- Polisen i huset (Romanförlaget, Detektivmagasinet 1952:12)
- Ljudlös död (Romanförlaget, Detektivmagasinet 1956:2)
- Stadens skräck (Romanförlaget, Detektivmagasinet 1956:4)
- Den dömda staden (Romanförlaget, Detektivmagasinet 1956:14)
- Den brustna länken (Romanförlaget, Detektivmagasinet 1956:16)
- Mördare i natten (Romanförlaget, Detektivmagasinet 1956:21)
- Mördare på språng (Romanförlaget, Detektivmagasinet 1956:23)
- Minne för mord (översättning Allan Grandin, Romanförlaget, Nyckelböckerna 449, 1956)

### Övrig skönlitteratur
- The Clue Of The Forgotten Murder (1935)
- This is Murder (1935)
- The Black Mask Boys (1985) (novellsamling)
- The Danger Zone and Other Stories (2004) (novellsamling)
- City of Fear (2012) (novellsamling)
- Silent Death (2013) (novellsamling)

### Faktaböcker
- The Court of Last Resort (1952)

### Naturböcker
- The Land Of Shorter Shadows (1948)
- Neighborhood Frontiers (1954)
- Hunting The Desert Whale (1960)
- Hovering Over Baja (1961)
- The Hidden Heart Of Baja (1962)
- This Desert Is Yours (1963)
- The World Of Water (1964)
- Hunting Lost Mines By Helicopter (1965)
- Off The Beaten Track In Baja (1967)
- Gypsy Days On The Delta (1967)
- Mexico's Magic Square (1968)
- Drifting Down The Delta (1969)
- The Host With The Big Heart (1970)

### Noveller
Inom parentes anges originalpublicering i amerikansk tidning följt av huvudperson och eventuell pseudonym novellen publicerades under, samt eventuell bokpublicering. 
- The Shrieking Skeleton (15 december 1923, Black Mask; under pseudonymen Charles M. Green)
- The Serpent's Coils (1 januari 1934, Black Mask; under pseudonymen Green)
- The Verdict (1 februari 1934, Black Mask; under pseudonymen Green)
- A Fair Trial (Juni 1924, Black Mask;)
- Accomodatin' a Lady (September 1924, Black Mask; Bob Larkin)
- Without No Reindeer (December 1924, Black Mask; Bob Larkin)
- Beyond the Law (September 1925; Ed Jenkins)
- Hard As Nails (Mars 1925,; Ed Jenkins)
- Painless Extraction (Maj 1925, Black Mask; Bob Larkin)
- Not So Darn Bad (Juni 1925; Ed Jenkins)
- Three O'Clock in the Morning (Juli 1925; Ed Jenkins)
- Ham, Eggs and Coffee (Augusti 1925, Black Mask; Bob Larkin)
- The Girl Goes With Me (November 1925, Black Mask; Black Barr)
- The Triple Cross (December 1925; Ed Jenkins)
- According to Law (Januari 1926; Ed Jenkins)
- Goin' Into Action (Februari 1926, Black Mask; Bob Larkin)
- Register Rage (April 1926; Ed Jenkins)
- Thisissosudden! (Maj 1926; Ed Jenkins)
- Forget 'em All (Juni 1926; Ed Jenkins)
- Laugh That Off (September 1926; Ed Jenkins)
- Buzzard Bait (Oktober 1926, Black Mask; Black Barr)
- Money, Marble and Chalk (November 1926, Black Mask; Ed Jenkins)
- Dead Men's Letters (December 1926, Black Mask; Ed Jenkins)
- Whispering Sand (Januari 1927, Black Mask; Black Barr)
- The Cat-Woman (Februari 1927; Black Mask; Ed Jenkins)
- This Way Out (Mars 1927; Black Mask; Ed Jenkins)
- Come and Get It (April 1927; Black Mask; Ed Jenkins)
- In Full of Account (Maj 1927; Black Mask; Ed Jenkins)
- Where the Buzzards Circle (September 1927, Black Mask; Black Barr)
- The Wax Dragon (November 1927, Black Mask; Ed Jenkins)
- Grinning Gods (December 1927, Black Mask; Ed Jenkins)
- Yellow Shadows (Februari 1928, Black Mask; Ed Jenkins)
- Whispering Feet (Mars 1928, Black Mask; Ed Jenkins)
- Snow Bird (April 1928, Black Mask; Ed Jenkins)
- Out of the Shadows (Maj 1928, Black Mask; Ed Jenkins)
- Fangs of Fate (Augusti 1928, Black Mask; Black Barr)
- The Devil's Deputy (September 1928, Black Mask; Black Barr)
- Curse of the Killers (November 1928, Black Mask; Black Barr)
- The Next Stiff (December 1928, Black Mask; Ed Jenkins)
- One Crook to Another (Januari 1929, Black Mask; Ed Jenkins)
- Bracelets for Two (Februari 1929, Black Mask; Ed Jenkins)
- Hooking the Crooks (Mars 1929, Black Mask; Ed Jenkins)
- No Questions Asked (April 1929, Black Mask; Ed Jenkins)
- Scum of the Border Juni 1929, Black Mask; Bob Larkin)
- All the Way (Juli 1929, Black Mask; Bob Larkin)
- Spawn of the Night (Augusti 1929, Black Mask; Bob Larkin)
- Hanging Friday (September 1929, Black Mask; Bob Larkin)
- Straight from the Shoulder (Oktober 1929, Black Mask; Ed Jenkins)
- Brass Tacks (November 1929, Black Mask; Ed Jenkins)
- Triple Treachery (December 1929, Black Mask; Ed Jenkins)
- Double or Quits (Januari 1930, Black Mask; Ed Jenkins)
- The Crime Crusher (Maj 1930, Black Mask; Ed Jenkins)
- Hell's Kettle (Juni 1930, Black Mask; Ed Jenkins) (i novellsamlingen The Black Mask Boys (1985))
- Big Shot (Juli 1930, Black Mask; Ed Jenkins)
- The Valley of Little Fears (3 september 1930, Argosy Weekly)
- The Crime Juggler (Oktober 1930, Gang World; Paul Pry)
- The Racket Buster (November 1930, Gang World; Paul Pry)
- In Round Figures (1930, Detective Fiction Weekly; Lester Leith)
- The Daisy-Pusher (December 1930 , Gang World; Paul Pry)
- Wiker Gets the Works (Januari 1931, Gang World; Paul Pry)
- A Double Deal in Diamonds (Februari 1931, Gang World; Paul Pry)
- Hot Cash (23 maj 1931, Detective Fiction Weekly; Lester Leith)
- Slick and Clean (April 1931, Gang World; Paul Pry)
- Tommy Talk (Juli 1931, Black Mask; Ed Jenkins)
- Hairy Hands (Augusti 1931, Black Mask; Ed Jenkins)
- Promise to Pay (September 1931, Black Mask; Ed Jenkins)
- The Hot Squat (Oktober 1931, Black Mask; Ed Jenkins)
- Strictly Personal (December 1931, Black Mask; Ed Jenkins)
- Face Up (Januari 1932, Black Mask; Ed Jenkins)
- Feet First (Mars 1932, Black Mask; Ed Jenkins)
- Straight Crooks (April 1932, Black Mask; Ed Jenkins)
- Under the Guns (Maj 1932, Black Mask; Ed Jenkins)
- Crooking Crooks (Juni 1932, Black Mask; Ed Jenkins)
- Hell's Danger Signal (Juni 1932, Blue Steel Magazine; Paul Pry)
- Rough Stuff (Juli 1932, Black Mask; Ed Jenkins)
- Black and White (September 1932, Black Mask; Ed Jenkins)
- On Two Feet (Oktober 1932, Black Mask; Bob Larkin)
- Honest Money (November 1932, Black Mask; Ken Corning)
- The Top Comes Off (December 1932, Black Mask; Ken Corning)
- The Bird in the Hand (1932, Detective Fiction Weekly; Lester Leith)
- Close Call (Januari 1933, Black Mask; Ken Corning)
- The Hour of the Rat (Februari 1933, Black Mask; Ed Jenkins)
- Smudge (Februari 1933, All Detective Magazine) (i novellsamlingen City of Fear (2012)
- Red Jade (Mars 1933, Black Mask; Ed Jenkins)
- Fingers of Fear (Mars 1933, All Detective Magazine) (i novellsamlingen City of Fear (2012)
- Chinatown Murder (April 1933, Black Mask; Ed Jenkins)
- City of Fear (April 1933, All Detective Magazine) (i novellsamlingen City of Fear (2012)
- The Weapons of a Crook (Maj 1933, Black Mask; Ed Jenkins)
- Both Ends (Maj 1933, All Detective Magazine) (i novellsamlingen City of Fear (2012)
- Making the Breaks (Juni 1933, Black Mask; Ken Corning)
- Murder Apprentice (Juni 1933, All Detective Magazine) (i novellsamlingen City of Fear (2012)
- The Hand of Horror (1 juli 1933, Dime Detective)
- Devil's Fire (Juli 1933, Black Mask; Ken Corning)
- Catch As Catch Can (Juli 1933, All Detective Magazine) (i novellsamlingen City of Fear (2012)
- Blackmail With Lead (Augusti 1933, Black Mask; Ken Corning)
- The Broken Link (Augusti 1933, All Detective Magazine; Dudley Bell) (i novellsamlingen Silent Death (2013)
- Dressed to Kill (1 september 1933, Dime Detective; Paul Pry)
- Whispering Justice (September 1933, Black Mask; Ed Jenkins)
- Second-Story Law (September 1933, All Detective Magazine; Bob Crowder) (i novellsamlingen Behind the Mask (2013)
- The Murder Push (Oktober 1933, Black Mask; Ed Jenkins)
- Committee of One (Oktober 1933, All Detective Magazine) (i novellsamlingen City of Fear (2012)
- The Cross-Stitch Killer (15 november 1933, Dime Detective; Paul Pry)
- Restless Pearls (November 1933, All Detective Magazine; Bob Crowder) (i novellsamlingen Behind the Mask (2013)
- Dead Men's Shoes (December 1933, Black Mask; Ed Jenkins)
- Behind the Mask (December 1933, All Detective Magazine; Bob Crowder) (i novellsamlingen Behind the Mask (2013)
- Time for Murder (1933) (i novellsamlingen The Danger Zone and Other Stories (2004)
- A Guest of the House (Januari 1934, Black Mask; Ed Jenkins)
- The Jack of Death (Februari 1934, All Detective Magazine; Bob Crowder) (i novellsamlingen Behind the Mask (2013)
- Cop Killers (Mars 1934, Black Mask; Ed Jenkins)
- Silent Death (Mars 1934, All Detective Magazine; Bud Norman) (i novellsamlingen Silent Death (2013)
- New Twenties (April 1934, Black Mask; Ed Jenkins)
- The Kid Clips a Coupon (21 april 1934, Detective Fiction Weekly)
- Burnt Fingers (Juni 1934, Black Mask; Ed Jenkins)
- The Face Lifter (Juni 1934, All Detective Magazine; Kayo Macray) (i novellsamlingen Silent Death (2013)
- The Heavenly Rat (September 1934, Black Mask; Ed Jenkins)
- The Man Who Couldn't Forget (Oktober 1934, All Detective Magazine; Ben Harper) (i novellsamlingen Silent Death (2013)
- Hot Cash (November 1934, Black Mask; Ed Jenkins)
- Winged Lead (Januari 1935, Black Mask; Black Barr)
- A Chance to Cheat Maj 1935, Black Mask; Ed Jenkins)
- Crash and Carry (Oktober 1935, Black Mask; Ed Jenkins)
- Above the Law (December 1935, Black Mask; Ed Jenkins)
- Beating the Bulls (Maj 1936, Black Mask; Ed Jenkins)
- This Way Out (Mars 1937, Black Mask; Ed Jenkins)
- Among Thieves (September 1937, Black Mask; Pete Wennick)
- Leg Man (Februari 1938, Black Mask; Pete Wennick)
- Muscle Out (April 1938, Black Mask; Ed Jenkins)
- Take It or Leave It (Mars 1939, Black Mask; Pete Wennick)
- Dark Alleys (September 1939, Black Mask; Ed Jenkins)
- A Thousand to One (1939, Detective Fiction Weekly; Lester Leith)
- Lester Leith, Magician (1939, Detective Fiction Weekly; (även som "The Hand is Quicker Than the Eye") Lester Leith)
- Tong Trouble (Juni 1940, Black Mask; Ed Jenkins)
- Jade Sanctuary (December 1940, Black Mask; Ed Jenkins)
- The Chinese People (Maj 1941, Black Mask; Ed Jenkins)
- Rain Check (December 1941, Black Mask; Ed Jenkins)
- The Exact Opposite (1941, Detective Fiction Weekly; Lester Leith)
- Two Dead Hands (April 1942, Black Mask; Ed Jenkins)
- The Incredible Mr. Smith (Mars 1943, Black Mask; Ed Jenkins)
- The Gong of Vengeance (September 1943, Black Mask; Ed Jenkins)
- The Clue of the Hungry Horse (Februari 1947, The Country Gentleman; Sheriff Bill Eldon)
- The Clue of the Screaming Woman (Januari 1949, The Country Gentleman)
- The Affair of the Reluctant Witness (1949; (även i Ellery Queen's Mystery Magazine mars 1981)
- The Case of the Suspect Sweethearts (Maj 1950; Radio and Television Mirror; Perry Mason) (publicerad under pseudonymen Della Street)
- Flight Into Disaster (11 maj 1952, This Week Maj; (även som "Only by Running"))
- The Case of the Irate Witness (17 januari 1953, Colliers; Perry Mason, i novellsamlingen The Case of the Irate Witness 1972)
- Danger Out of the Past (Maj 1955, Manhunt; (även som "Protection"))
- Escape to Danger (1960)
- The Blonde in Lower Six (September 1961, Argosy; Ed Jenkins)